# Игњат Павлас
Др Игњат Павлас (Горњи Михољац, 18. јун 1886 — Нови Сад, 23. јануар 1942) био је српски адвокат, културни и политички радник, старешина Сокола и оснивач првог планинарског друштва у Војводини.

## Биографија
Рођен од оца Ивана, похрваћеног Чеха и мајке Јулијане, Српкиње из Товарника у Западном Срему. Касније је крштено име Игнац посрбио у Игњат, и изјашњавао се као Србин римокатоличке вере.
У Новом Саду завршио Српску православну велику гимназију 1904. године. Право студирао у Загребу и Будимпешти, где је стекао звање доктора правних наука и 1912. положио адвокатски испит. Потом отворио адвокатску канцеларију у Новом Саду, у којој је радио од 1912. до 1941. године. Живео је у Железничкој улици број 12.

### Српски народни одбор
Играо значајну улогу током припрема за присаједињење Војводине Краљевини Србији. Више недеља пре краха Аустроугарске у његовој канцеларији окупљали су се српски интелектуалци и договарали се о акцијама које предстоје. У Српском народном одбору, привременом органу власти, заузимао место потпредседника, док је Јаша Томић био председник. Као делегат Српског народног одбора ишао је у Београд, тражећи да српска војска што пре уђе у Нови Сад. Команданту немачких трупа упутио је ултиматум да поражена војска, најкасније до шест сати ујутро 8. новембра 1918. мора да напусти град. Пошто је 9. новембра српска војска ушла у град Павлас их је први дочекао, а касније је са балкона старе зграде Матице српске на главном тргу држао говор. Као посланик председавао је 25. новембра 1918. Великом народном скупштином у Новом Саду на којој је проглашено отцепљење од Угарске и присаједињење Краљевини Србији. Велики народни савет га је 27. новембра изабрао за народног повереника за унутрашње послове.

### Адвокатура
У међуратном периоду се није политички ангажовао. Посветио се адвокатури, бавећи се углавном предметима из грађанског права. Био је један од оснивача Адвокатске коморе у Новом Саду (данашња Адвокатска комора Војводине) 1921. године, а све до 1941. налазио се у њеној управи.

### Старешина Сокола
Као припадник Сокола годинама је био старешина Бачке соколске жупе. Захваљујући његовом залагању 1936. подигнут је Соколски дом (Спомен-дом краља Александра I), зграда данашњег Позоришта младих. Када су 27. марта 1941. у Новом Саду одржане демонстрације против приступања Тројном пакту које су предводили чланови Сокола Павлас је био један од главних говорника са балкона Бановине.

### Веслачки клуб „Данубиус”
У периоду од 1921. до 1938. године Павлас је био председник Веслачког клуба „Данубиус" у Новом Саду. Клуб је током његовог мандата низао успехе, па је тако 1922. забележена победа на регионалној регати у Вуковару, а две године касније први пут у својој историји „Данубиус” је постао екипни првак државе.

### Планинарски покрет
Био је оснивач и председник првог планинарског друштва у Војводини - ПД "Фрушка гора" (1924). Организовао је изградњу првих планинарских домова на Фрушкој гори - на Змајевцу 1926. и Осовљу 1927, а касније и на Руднику код Горњег Милановца. Током његовог мандата започета је и изградња дома на Иришком венцу. Подружнице и повереништва Друштва су отворене по целој Војводини, али и у централној Србији и Босни. Пошто се 1932. повукао са места председника Друштва планинари су Павласа изабрали за доживотног почасног председника.

### Смрт у Рацији
Игњат Павлас убијен је заједно са супругом Олгом 23. јануара 1942. у рацији мађарских окупатора у Новом Саду, а тела су им бачена под лед у Дунав.

### Чување спомена
Други по висини врх на Фрушкој гори (531 m) носи његово име - Павласов чот. На том месту је 26. новембра 2000. подигнуто спомен-обележје, а сваке године у јануару, у време одржавања помена жртвама рације у Новом Саду, организује се Павласов меморијал, који укључује шетњу по Фрушкој гори до Чота.
Улица у Новом Саду носи његово име.